# Rovasenda
Rovasenda là một đô thị ở tỉnh Vercelli trong vùng Piedmont thuộc Ý, có cự ly khoảng 70 km về phía đông bắc của Torino và khoảng 25 km về phía tây bắc của Vercelli. Tại thời điểm ngày 31 tháng 12 năm 2004, đô thị này có dân số 1.010 người và diện tích là 29,3 km².
Rovasenda giáp các đô thị: Arborio, Brusnengo, Buronzo, Gattinara, Ghislarengo, Lenta, Masserano, Roasio, và San Giacomo Vercellese.